# 湖南食品药品职业学院
湖南食品药品职业学院（英語：Hunan Food And Drug Vocational College）位于湖南省长沙市雨花区体院路510号，为湖南省一所高等专科大学。

## 历史
20世纪70年代，湖南省长沙市建立了“湖南省医药中等专业学校”，是“湖南食品药品职业学院”的前身。
2011年9月6日，“湖南省医药中等专业学校”升级为高等专科大学，改名为“湖南食品药品职业学院”。

## 学校院系
湖南食品药品职业学院开设了6个院系：药学、中药、生物制药技术、药物制剂技术、药物分析技术、药品经营与管理。

## 荣誉
- “全国医药教育先进集体”[1]
- “湖南省招生就业先进单位”[1]